# Хълм
Хълмът е изпъкнала форма на релефа с малка относителна височина – според различни оценки от 200 до 300 m. Неговата форма е заоблена, куполовидна или конусовидна, като подножието му е слабо изразено в релефа. Хълмовете може да имат явен връх, но отгоре може и да са равни. По вид и произход са разнообразни. Срещат се самостоятелно или на групи, при което се формира хълмист релеф.
Разликата между хълм и планина е условна. Ясно е обаче, че хълмът има по-малка площ и височина от планината. Ниските, полегати и заоблени хълмове понякога са наричани бърда, а когато са и с удължена форма – ридове.

## Видове
Пюи (puy) – название на хълмове с вулканичен произход, използвано само в Централния масив във Франция. Представляват силно денудирани вулкански конуси с видим кратер.
Дръмлин (drumlin) – невисок издължен хълм, образуван от акумулационен материал при движението на ледник. От предната страна е стръмен, докато от задната е полегат. Може да достиге няколко километра дължина.
Кам (kam) – малко хълмче (под 10 м), образувано от навят от вятъра материал в дупка в ледника.
Бют (butte) – изолиран хълм с много стръмни, често отвесни стени, а горе равен. Тези хълмове са резултат от интрузивна дейност – те са останки от застинала лава в кратера на вулкан, който впоследствие е бил разрушен.
Купе (Kuppe) – нисък и малък кръгъл хълм, съставен само от инертен материал, без скали. Срещат се в централна Европа (названието е немско), както и в Англия, където се наричат хилок (hillock) или нол (knoll).
Тор (tor) – каменно образувание на върха на хълм; понякога така се нарича целият хълм. Подобно на бют появата им се дължи на ерозията на околните скали, само че останалият тор не е интрузивно тяло.
Дюна (dune) – пясъчно възвишение в пустиня или на плаж. Те са най-различни по форма и понякога се движат, но в други случаи обрастват с растителност и съществуват много години. Някои дюни са дълги десетки километри.
Пинго (pingo) – хълм от лед, върху който се е натрупала замръзнала пръст. Срещат се в Арктика.

## Антропогенни хълмове
Като сравнително малки релефни форми, хълмовете могат да са дело на човешката дейност. Това се случва в резултат на стопанска дейност, погребения и др.
Курган – погребална могила от степната зона от Алтай през цяла южна Русия до Карпатите. Датират от Бронзовата епоха. Погребални могили съществуват в различни краища на света. Има ги в България (например за изграждането на Свещарската гробница).
Тел – образува се на мястото на изоставен град. Вятърът и водата разрушават постройките и ги превръщат в купчина камъни. Върху такъв хълм е изградена цитаделата на Халеб в Сирия.
Терикон – коничен хълм от натрупан материал при изкопаването на мина. Най-големият хълм от този вид е Зофиенхьое (Sophienhöhe или Monte Sophia) край Юлих с височина 301 м. Много висок е и Монте Кали (Monte Kali или Kalimanjaro) в провинция Хесен, Германия с височина 200 м.

## Известни примери
- Акрополът в Атина;
- Хисарлък в Турция (древната Троя);
- Монмартър в Париж;
- Седемте хълма на Рим (Капитолий, Палатин, Авентин, Есквилин, Целий, Квиринал и Виминал);[8]
- Монтжуйк в Барселона;
- Поклонния хълм в Москва;
- Тронът на Артур в Единбург, Шотландия;
- Дяволската кула в щата Уайоминг (типичен интрузивен бют);[9]
- Шоколадовите хълмове на остров Бохол във Филипините (между 1250 и 1750 конични хълма);

### В България
- Пловдивските тепета (6 на брой), изградени от магмени скали;
- Хълмовете на Велико Търново, между които Царевец, Трапезица, Света гора, Момина крепост;
- Стратеш в Ловеч;

## Роля в историята
От най-ранни времена хората откриват предимствата на хълмовете като естествени укрепени места. Те ги надграждат със стени и така създават някои от най-непристъпните крепости. На хълм е била построена столицата на урартите Тушпа. В древногръцките полиси на хълмове (акрополи) са били поставяни храмовете. Градове като Картаген и Рим също са възникнали на хълмове. В Рим най-удобен за отбрана е Капитолий. Там е разположен храмът на бог Юпитер. Хълмовете продължават да играят същата роля и пред средновековието като места за строеж на замъци. В България тази традиция се развива през XIII – XIV в. Примери за това са столицата Търновград, Червен, Асеновата крепост.
Хълмовете заемат важно място във военните стратегии. Обичайна практика е армията, която иска да защити определени позиции, за се установи на хълм, който лесно може да защитава. Чрез временни фортификации тя му придава донякъде вид на крепост. Редица известни битки се развиват в подобни условия:
- Битката при Алезия (52 г. пр. н. е.)
- Битката на Каталунските полета (451 г.)
- Битката при Креси (1346 г.)
- Битката на Витков хълм (1420 г.)
- Битката на Бялата планина (1620 г.)
- Битката при Банкър Хил (1775 г.)
- Битката при Аустерлиц (1805 г.)
- Битката при Литъл Бигхорн (1876 г.)